# VALEC
A VALEC Engenharia, Construções e Ferrovias S/A é uma empresa pública, sob a forma de sociedade por ações, controlada pela União através do Ministério da Infraestrutura, conforme texto da Lei 11.772/2008.

## Objetivos
Cabia à VALEC o planejamento econômico e administrativo de engenharia de uma estrada de ferro; sua construção, operação, exploração e sistemas de interligação com outras modalidades de transportes; implantação e operação de sistemas de armazenagem, transferência e manuseio de produtos e bens a serem transportados; elaboração de estudos de viabilidade para a expansão da malha ferroviária.
Como empresa pública, a VALEC pode receber da Administração Federal todos os encargos que estejam de acordo com suas atribuições.

## História
Com a descoberta das minas de ferro na Serra dos Carajás pela Companhia Meridional de Mineração, subsidiária da US Steel, o governo brasileiro negociou a participação da Vale do Rio Doce no empreendimento na condição de sócia majoritária. O governo federal tinha objeções a que a US Steel fizesse a exploração das riquezas minerais sozinha, embora esta detivesse legalmente o direito preferencial para pesquisas nas jazidas descobertas.
Em 1970, foi constituída uma joint venture chamada Amazônia Mineração S. A. (AMZA), composta pela CVRD (51%) e pela Companhia Meridional de Mineração (49%). A empresa deveria implantar o Projeto Grande Carajás, em um projeto unificado de pesquisa mineral abrangendo uma área de 160 milhões de hectares.
Em 1972, a Vale, por meio de sua subsidiária Rio Doce Engenharia e Planejamento S.A - RDEP, associou-se à USS Engineers and Consultants INC. (também subsidiária da US Steel) para constituir a VALUEC Serviços Técnicos Ltda. A empresa foi criada com o objetivo de viabilizar o Projeto Carajás, por meio de estudos técnico-econômicos da exploração do ferro na região.
A VALUEC foi responsável por definir o modo de escoamento do minério, comparando diversas opções de transporte interior ligadas a diversas alternativas portuárias. A empresa realizou toda a concepção da Estrada de Ferro Carajás, projetos básicos, projetos operacionais e estudos de viabilidade.
Com divergências sobre o controle da AMZA, a US Steel deixou a companhia em 1977 por uma indenização de US$ 50 milhões, deixando a CVRD como única acionista. Também deixou a VALUEC, transferindo as suas ações para a Docenave, uma empresa controlada pela Vale do Rio Doce.
Em 1978, a VALUEC teve a razão social alterada para VALEC Comércio e Serviços Ltda..
Posteriormente, em 1987, passou a ter a denominação VALEC Engenharia e Construções Ltda. A Vale transferiu as totalidade das suas ações para Empresa Brasileira de Planejamento de Transportes - GEIPOT e a Portobrás, ficando sob a supervisão do Ministério dos Transportes.
Em 2 de abril de 1987, por meio do Decreto nº 94.176, a VALEC recebeu a concessão da Ferrovia Norte-Sul que ligaria a cidade de Açailândia (MA) (em entroncamento com a Ferrovia Carajás) à região do Planalto Central.
Em 28 de maio de 1987 a VALEC tornou-se uma sociedade anônima de capital autorizado, com a razão social VALEC - Engenharia, Construções e Ferrovias S/A. A GEIPOT transferiu as suas ações para a União.
Com a extinção da Portobras em 1990, a União passou a deter a totalidade das ações da Valec.
Em maio de 2022, foi anunciada a decisão em unificar a Valec com a Empresa de Planejamento e Logística (EPL) para criar uma nova empresa que se chamará Infra S.A. e será responsável pelo planejamento e estruturação de projetos para o setor de transportes.
Em outubro de 2022, foi concluído o processo de unificação das duas empresas, com a EPL sendo incorporada e a criação da Infra S.A..

## Concessões
A VALEC detinha as concessões das seguintes ferrovias: 
- EF-354 ligando os municípios de Mara Rosa, em Goiás, ao de Vilhena, em Rondônia, com 1.500 km de extensão;
- EF-267 de Panorama, em São Paulo, a Porto Murtinho, no Mato Grosso do Sul, com 750 km;
- EF-334 que, partindo de Ilhéus, na Bahia, chega a Figueirópolis, no Tocantins, totalizando um percurso de 1.500 km.

A VALEC possuía uma participação acionária de 39,10% na ferrovia Transnordestina através da Transnordestina Logística S.A..

### Ferrovia Norte-Sul
A VALEC subconcedeu, em dezembro de 2007, a operação do trecho entre Açailândia (MA) e Porto Nacional (TO) da Ferrovia Norte-Sul, pelo valor de 1,478 bilhão para a VALE, por um período de 30 anos. Atualmente a concessão deste trecho pertence a VLI.
Em 29 de março de 2019, a concessão da Ferrovia Norte-Sul foi leiloada pelo valor de 2,7 bilhões de reais para a Rumo Logística, empresa ligada a Cosan. A concessão tem duração de 30 anos.

### Transporte de passageiros
Até a edição da Medida Provisória 576/2012, eram de responsabilidade da VALEC, os estudos da construção dos trens de alta velocidade que ligarão as cidades de São Paulo — Rio de Janeiro — Campinas, e Belo Horizonte - São Paulo - Curitiba. Atualmente, essa é uma atribuição da Empresa de Planejamento e Logística S.A. - EPL.